# Ida van Tiara
Ibella Ida van Tiara (1634 – Leeuwarden, 12 januari 1694) was een filantrope uit Kimswerd in de Nederlandse provincie Friesland.

## Leven en werk
Ida van Tiara werd in 1634 geboren als dochter van vaandrig Johannes van Tiara († 1638) en Ydt van Heemstra (1604-1650). Zij woonde in de zomer op de Heemstra State in Kimswerd en in de winter in Leeuwarden. Zij bleef ongehuwd. Haar betekenis voor Kimswerd en voor Franeker kreeg zij vooral na haar dood. Zij liet aan het weeshuis van Franeker een kapitale boerderij in Oosternijkerk met veertig hectare bouwland na. De opbrengsten van land en landerijen dienden de voogden van het weeshuis te besteden aan de weeskinderen van het diakonieweeshuis van Franeker. Ook kregen de voogden de verplichting om jaarlijks bedrag van veertig carolusguldens aan de kerkvoogdij van Kimswerd af te dragen om daarmee het familiegraf van de familie Van Heemstra en de familiebanken van de families Van Heemstra en Bonga te onderhouden. Ook moesten de voogden jaarlijks een bedrag van honderd carolusguldens afdragen aan diakonie van Kimswerd ten behoeve van de armen in Kimswerd. Na haar dood werd het interieur van de Laurentiuskerk van Kimswerd geheel vernieuwd. Volgens meerdere bronnen zou de vernieuwing gefinancierd zijn door Ida van Tiara. Volgens Reinder Politiek wordt hierover niets vermeld in haar testament. Hij veronderstelt dat zij voor haar dood een bedrag hiervoor heeft gegeven aan de toenmalige grietman van Wonseradeel, Tjaert van Aylva. Zij werd begraven naast haar moeder en grootmoeder in het familiegraf van de familie Van Heemstra.
Door de jaarlijkse gift was de diakonie van Kimswerd, anderhalve eeuw na haar overlijden, in staat om de gevolgen van de hongersnood vanwege de mislukte aardappeloogsten in 1846 en 1847 op te vangen. Ook in de andere jaren profiteerden de armen van Kimswerd van haar vrijgevigheid. Nog altijd worden de bedragen jaarlijks afgedragen door de voogden van het weeshuis aan de kerk van Kimswerd. Ook worden het interieur en de grafkelder en het graf van Ida van Tiara geïnspecteerd. De restauratie van de grafkelder in 2010 werd geheel bekostigd uit het door haar nagelaten vermogen.
In Kimswerd is de Ida van Tiarastrjitte naar haar genoemd. De boerderij in Oosternijkerk draagt eveneens haar naam, de Tiara State.

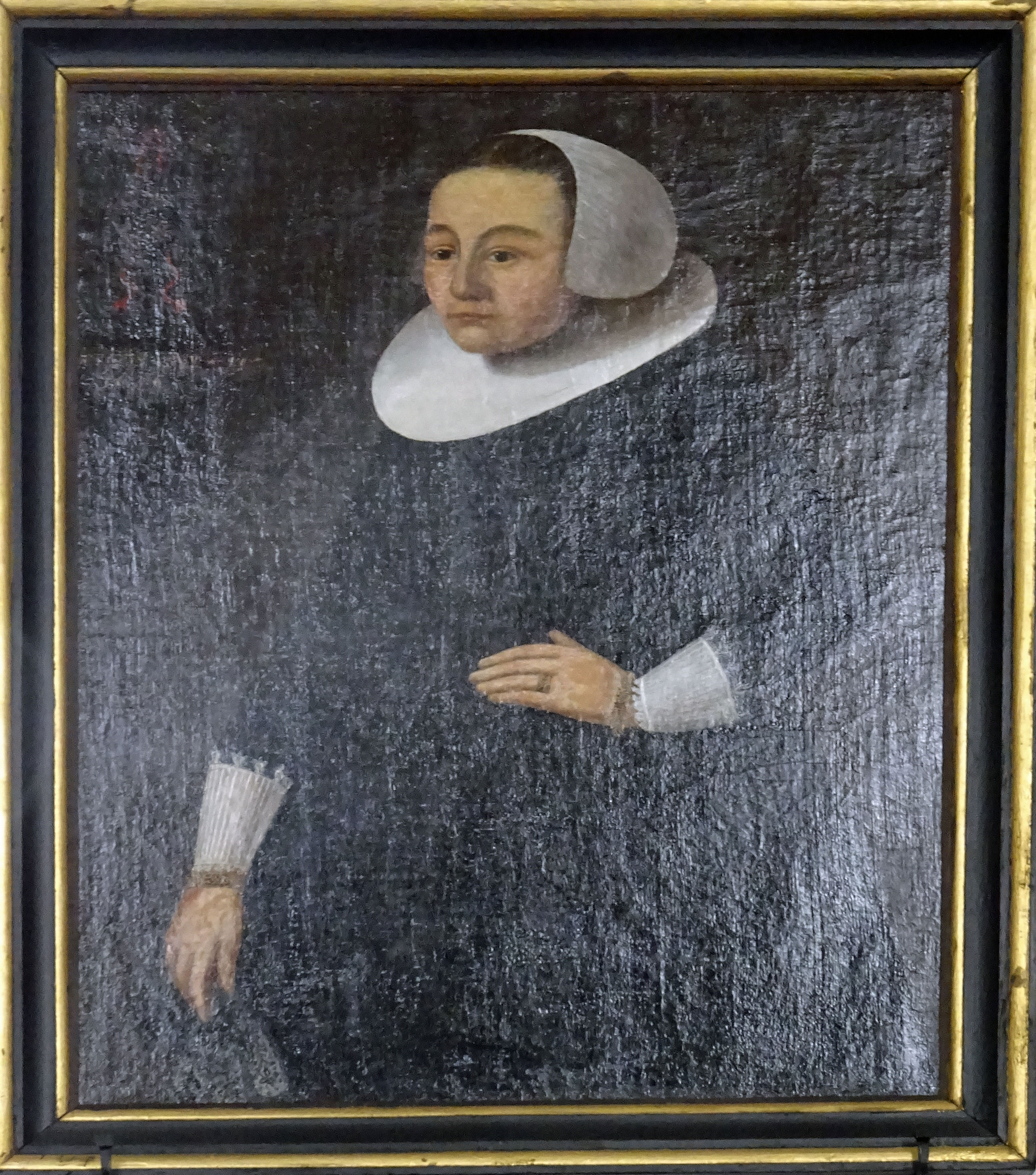
Portret van de moeder van Ida van Tiara
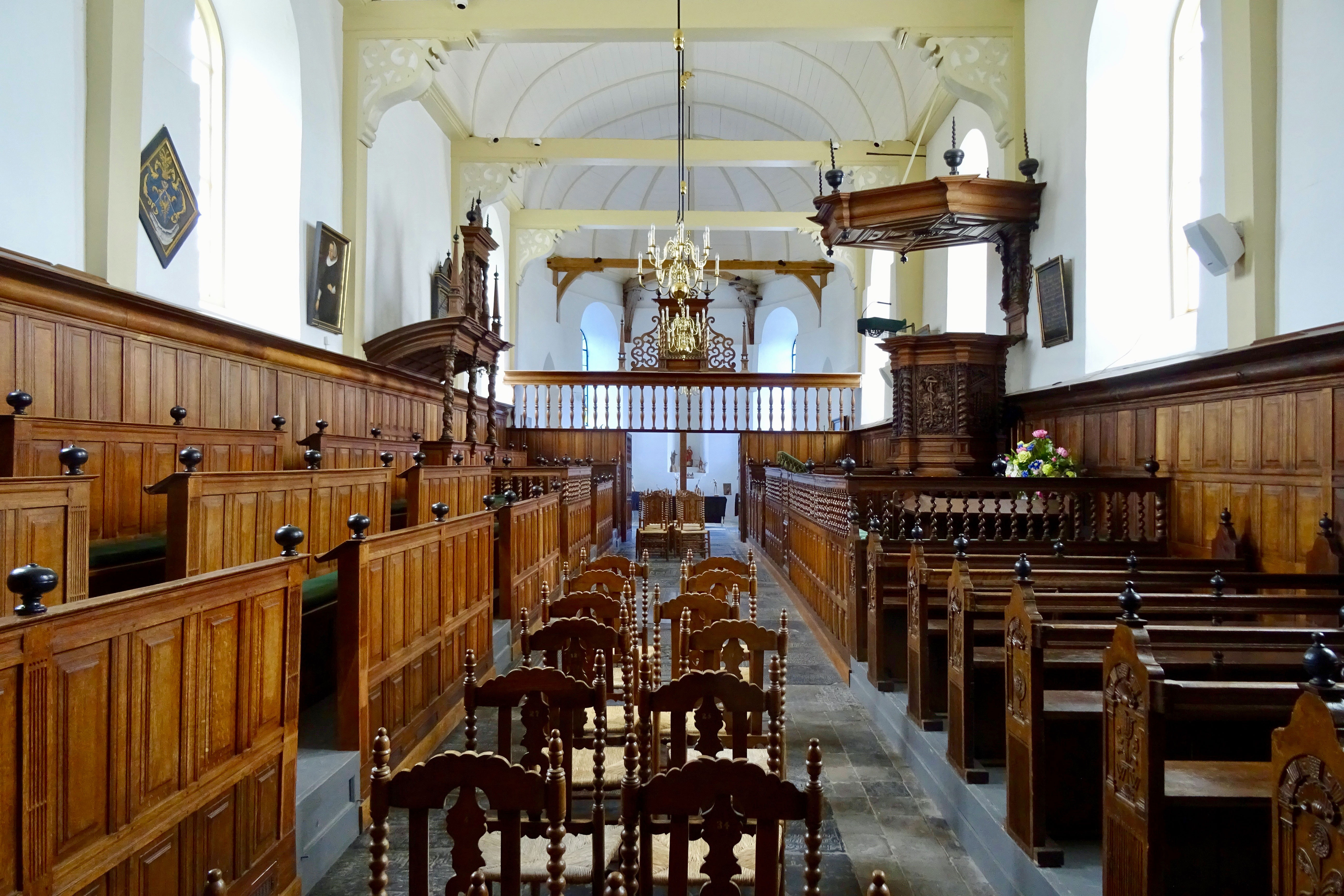
Het interieur van de Laurentiuskerk van Kimswerd, deels mogelijk geschonken door Ida van Tiara
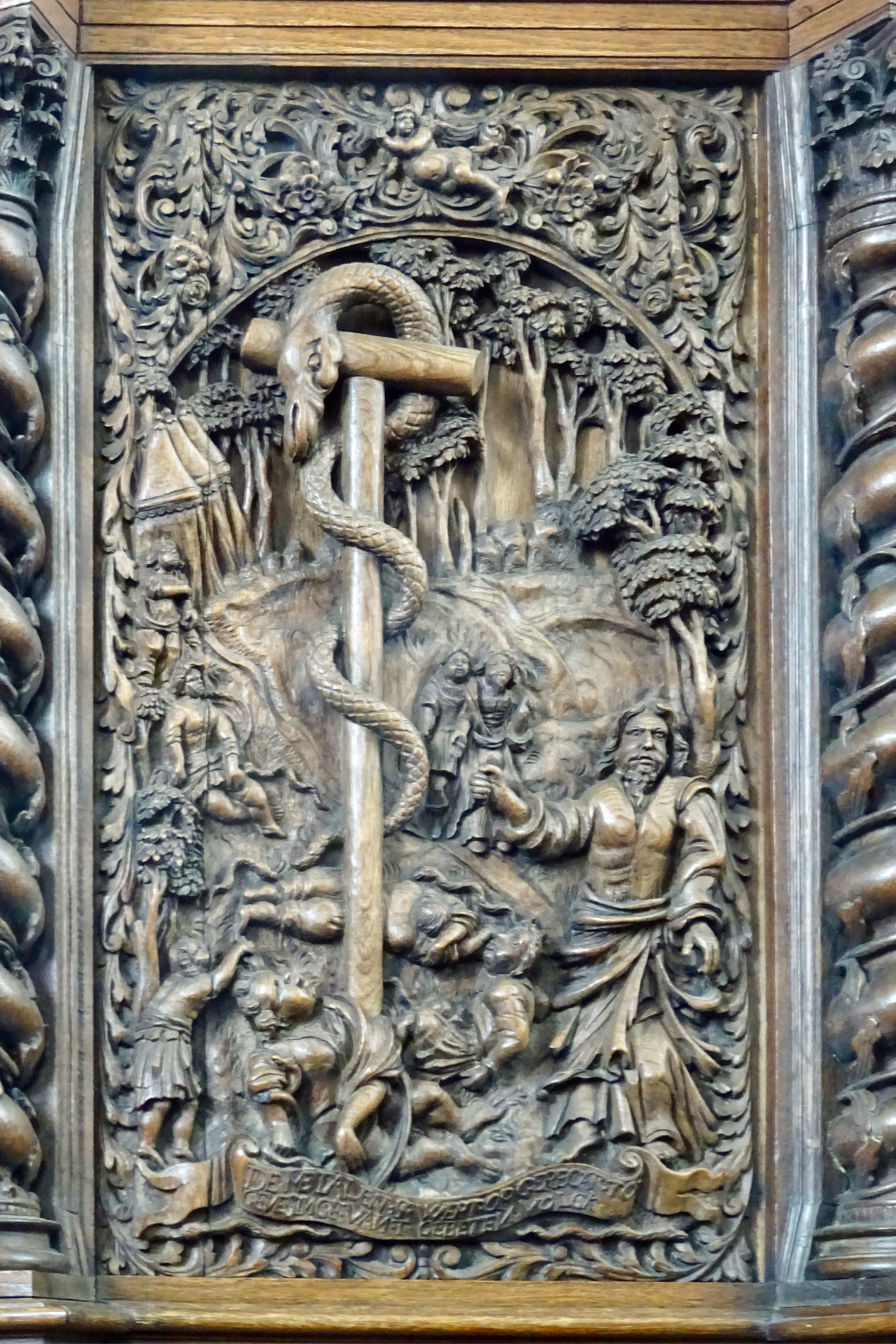
detail van de preekstoel mogelijk geschonken door Ida van Tiara